# 光霞站
光霞站位于中华人民共和国湖北省武汉市洪山区，是武汉地铁5号线的地铁车站。

## 车站结构
光霞站位于烽胜路与白沙三路交叉口处，沿烽胜路南北呈一字型布设，与12号线换乘。车站为路中地面三层高架侧式站台车站，其中地面一层为设备层、地面二层为站厅层、地面三层为站台层。车站总长154.8m，车站总宽23.0m。主体结构采用框架结构，纵向主要柱距12m，横向柱距7m。车站桥梁区间按共柱处理。车站共设置3个地铁出入口、1个疏散口。

### 车站出口
|                                                 |      |      |  |
| 出口編號                                        | 設施 | 照片 |  |
| A                                               |      |      |  |
| B                                               |      |      |  |
| C                                               |      |      |  |
| 注： 設有升降機 \| 設有輪椅升降台 \| 設有洗手間 |      |      |  |

## 邻近地区
湖北省妇幼保健院洪山院区、烽胜公园。

### 内部链接
- 武汉地铁车站列表